# AKT みんなのニュース
『AKT みんなのニュース』（エイケイティーみんなのニュース）は、秋田テレビで2015年3月30日から2018年4月1日まで放送されていた夕方の秋田県向けローカルワイドニュース番組。

## 番組概要
- キー局・フジテレビが『（FNN）みんなのニュース』をスタートさせることに伴い、2015年3月27日に17年の放送に幕を下ろした『AKTスーパーニュース』の後継番組として放送開始。初代キャスターの武田・石井は前身番組から引き継がれスタートした。

## タイムテーブル（2016年10月3日から）

### 平日版
- 16:50 全国ニュース（フジテレビから）
  - 17:20 木村拓也の上を向いて歩こう!（フジテレビから）
  - 17:30頃 やくさん（フジテレビから）
  - 17:53 全国ニュースPART2（フジテレビから）
  - 18:14 県内ニュース
  - 18:30頃 特集
  - 18:45頃 フラッシュニュース（フジテレビから）
  - 18:48頃 再び秋田からニュース
  - 18:53頃 みんなの天気
  - 18:55頃 エンディング

## 現在の出演者

### 平日版
| 期間      | 期間      | メインキャスター | メインキャスター | スポーツ・中継 | フィールドキャスター | 天気       |
| 期間      | 期間      | 男性             | 女性             | スポーツ・中継 | フィールドキャスター | 天気       |
| --------- | --------- | ---------------- | ---------------- | -------------- | -------------------- | ---------- |
| 2015.3.30 | 2015.9.25 | 武田哲哉         | 石井資子         | 竹島知郁       | なし                 | 八代星子   |
| 2015.9.28 | 2016.4.1  | 武田哲哉         | 石井資子         | 竹島知郁       | なし                 | 佐藤征潤   |
| 2016.4.4  | 2017.3.31 | 佐藤征潤         | 加藤未来         | 竹島知郁       | なし                 | 杉山真理   |
| 2017.4.3  | 2018.3.30 | 佐藤征潤         | 加藤未来         | なし           | 細谷翠               | 津田紗矢佳 |

### 週末版
- シフトでアナウンサーが出演

## AKT歴代の夕方ニュース
- 1969年10月1日開局 - 1976年3月31日『AKTニュース』
- 1976年4月1日 - 1978年3月31日『ニュース6:15あきた』
- 1978年4月3日 - 1989年3月31日『テレポートあきた』
- 1989年4月3日 - 1997年3月28日『スーパータイムあきた』
- 1997年3月31日 - 1998年3月29日『ザ・ヒューマンあきた』
- 1998年3月30日 - 2015年3月29日『AKTスーパーニュース』
- 2015年3月30日 - 2018年4月1日『AKT みんなのニュース』
- 2018年4月2日 - 2019年3月31日『プライムニュースあきた』
- 2019年4月1日 - 『Live News あきた』